# Camaguán
Camaguán ist eine Stadt im Südwesten des venezolanischen Bundesstaates Guárico und Hauptsitz des Bezirks gleichen Namens. Die Stadt hat etwa 18.000 Einwohner.

## Geschichte

Die Gemeinde von Camaguán

Camaguán wurde am 24. September 1768 vom Pater Tomás de Castro auf einem Hügel auf der linken Seite des Portuguesa-Flusses gegründet. Das eigentliche Dorf wuchs erst Jahre später. Es handelte sich am Anfang um eine von Mönchen verwaltete Siedlung, in der Guamo-Indianer lebten. 
Im Jahre 1872 wurde Camaguán als Verwaltungssitz des Departamento Crespo erklärt.

## Wirtschaft
Die Wirtschaft der Region ist vorwiegend agrarisch. Es werden vor allem Reis, Mais und Bohnen angebaut.

## Geographie
Die Stadt liegt am Ufer des Portuguesa-Flusses.

### Naturschutzgebiet
In der Region gibt es ein Naturschutzgebiet, Esteros de Camaguán, mit einer Gesamtfläche von 19.500 Hektar.

### Verkehr
Camaguán ist durch eine Landstraße (N2) mit Calabozo im Norden und mit San Fernando de Apure im Süden verbunden.

## Politik
Der Bezirk Camaguán hat seinen Verwaltungssitz in Camaguán-Stadt selbst. Der Bürgermeister, José Manuel Vásquez, gehört der PSUV.
In den Wahlen für die Nationalversammlung 2010 stimmten 66,11 % der Menschen für den Kandidaten der PSUV-Liste, während 18,30 % für den der AD-Partei und 14,24 % für die PPT stimmten.